# Gebänderte Kobra
Die Gebänderte Kobra (Naja annulifera) ist eine Schlangenart aus der Familie der Giftnattern. Sie wurde 1995 als eigene Art von der Uräusschlange (Naja haje) abgetrennt und zeigt eine oberseits einfarbige und eine seltenere, sehr auffallend hell dunkel gebänderte Farbmorphe. Das Verbreitungsgebiet der Art umfasst Teile des südöstlichen Afrikas vom Südosten Sambias und dem mittleren Mosambik nach Süden bis in den Nordosten Südafrikas.

## Merkmale
Die Gebänderte Kobra ist eine große bis sehr große Giftnatter. Die Gesamtlänge adulter Individuen beträgt im Normalfall 1,2–1,8 m, maximal bis 2,5 m. Die Art gehört damit zu den größten Kobras Afrikas. Die Tiere sind kräftig gebaut, der Kopf ist groß und breit. Die bei Bedrohung hinter dem Kopf aufgestellte Haube ist breit und reicht weit nach hinten. 

### Beschuppung
Die Anzahl der Oberlippenschilde (Supralabialia) beträgt sieben, sehr selten 6 oder 8, die der Unterlippenschilde (Sublabialia) 8–9, selten 7 oder 10. Die Anzahl der dorsalen Schuppenreihen beträgt im Nackenbereich und in der Körpermitte 19, sehr selten 17 oder 21. Die Tiere haben 169–208 Bauchschilde (Ventralia), ein ungeteiltes Analschild (Scutum anale) und 48–69 geteilte Schwanzschilde (Subcaudalia). 

### Färbung
Die Gebänderte Kobra zeigt zwei Farbmorphen. Adulte Tiere sind entweder oberseits einfarbig graubraun, dunkelbraun oder blauschwarz, seltener gelblich. Im gesamten Verbreitungsgebiet tritt außerdem eine seltenere, sehr auffallend hell dunkel gebänderte Morphe auf, die auf blau-schwarzem Grund 7 bis 11 breite gelbe bis gelblich braune Querbänder zeigt. Diese Farbmorphe ist bei Männchen häufiger. Der Bauch ist auf gelbem Grund sehr kräftig dunkel gefleckt. Ein nicht sehr auffallendes rötlichbraunes Kehlband erstreckt sich etwa über die Bauchschilde 12 bis 20.
Jungtiere weisen auf der Oberseite eine gelbe oder grünlich-gelbe Grundfärbung auf. Meist zeigen die Schuppen dunkle Ränder, die unregelmäßige, schräg verlaufende dunkle Linien bilden können. Den Nacken umgibt ein breites, schwarzes Band. Die Bauchseite ist gelb. Bei Jungtieren der gebänderten Morphe ist die Bänderung zuerst kaum erkennbar; bei Tieren mit einer Gesamtlänge von 600 mm ist sie jedoch bereits deutlich ausgebildet.

## Etymologie
Das Artepitheton der Schlange leitet sich von der Diminutivform annul- (lat.: annulus, „Ring“) und dem Verb ferre ab, was tragen bedeutet.

## Verbreitung und Lebensraum

Verbreitungsgebiet der Gebänderten Kobra

Das Verbreitungsgebiet der Gebänderten Kobra umfasst Teile des südöstlichen Afrikas. Es erstreckt sich in Nord-Süd-Richtung  vom Südosten Sambias und dem mittleren Mosambik nach Süden bis in den Nordosten Südafrikas und Eswatini und in Ost-West-Richtung vom mittleren Botswana bis an die Küste von Mosambik. Dort bewohnt sie trockene und feuchte Savannen mit wenig höherer Vegetation, die in Südafrika als Lowveld oder Bushveld bezeichnet werden.

## Systematik
Die Erstbeschreibung der Art erfolgte im Jahr 1854 durch den deutschen Naturforscher Wilhelm Peters als Variante der Uräusschlange (Naja haje), was von George Boulenger nicht anerkannt wurde. Donald G. Broadley stufte die Gebänderte Kobra im Jahr 1968 erneut als Unterart ein und trennte sie 1995 schließlich als eigene Art von der Uräusschlange ab. Die bis dahin als Unterart der Gebänderten Kobra betrachtete Naja anchietae wurde 2004 aufgrund morphologischer und molekulargenetischer Unterschiede als eigene Art abgetrennt.

## Lebensweise, Ernährung und Fortpflanzung
Die Gebänderte Kobra ist überwiegend dämmerungs- und nachtaktiv. Der Tag wird in zum Teil über Jahre genutzten Verstecken zugebracht, häufig in Termitenbauten. Am Morgen sonnen sich die Tiere gerne vor dem Eingang zu ihrem Versteck, in das sie sich bei Störungen zurückziehen. Gebänderte Kobras jagen nachts aktiv ein breites Spektrum von Wirbeltieren, dazu gehören Nagetiere, Vögel und deren Eier, Kröten, Eidechsen und andere Schlangen, insbesondere Puffottern. Die Tiere erbeuten gerne Hausgeflügel und werden durch häufige Besuche von Hühnerausläufen gelegentlich als Schädlinge betrachtet. 
Die Art ist ovipar (eierlegend), das Gelege besteht meist aus 8 bis 33 Eiern, die 47–60 × 25–35 mm messen. Die Eiablage erfolgt im Frühsommer. Die Jungschlangen sind bei der Geburt 22 bis 34 cm lang.

## Verhalten gegenüber Menschen
Die Art ist nicht aggressiv und zieht sich bei Störungen falls irgend möglich sofort in das nächste Versteck in einem Loch oder einer Spalte zurück. In die Enge getrieben nehmen die Tiere wie viele  Echte Kobras eine Drohhaltung ein, in dem sie den Vorderkörper bis zu einem halben Meter hoch aufrichten und die Haube hinter dem Nacken spreizen. Gelegentlich stellen sich die Tiere auch tot.

## Toxikologie
Bissunfälle geschehen überwiegend nachts, Menschen werden meist in den Unterschenkel gebissen. Das Gift der Gebänderten Kobra ist vorwiegend neurotoxisch. Die Anfangssymptome bestehen oft aus einem brennenden Schmerz an der Bissstelle und Schwellungen, gelegentlich bilden sich dort dann auch Blasen. Die weiteren Symptome nach einem Biss gehen über taube Lippen, Übelkeit mit Erbrechen, Augenlidlähmungen, Seh-, Schluck- und Sprachstörungen bis hin zum Atemstillstand, der ohne medizinische Hilfe zum Tod führt. 